# Plutella porrectella
Plutella porrectella ist ein Schmetterling aus der Familie der Schleier- und Halbmotten (Plutellidae).

## Beschreibung
Die Falter erreichen eine Flügelspannweite von 14 bis 17 Millimetern. Sie haben hellgrau oder hell ockergelb gefärbte Vorderflügel, auf denen drei, treppenartig versetzte braune oder graubraune Längsstriche erkennbar sind. Der Flügelaußenrand ist lang gefranst und am Rand dunkler als die Längsstriche gefärbt. Die Fühler haben nahe der Spitze drei dunkle Ringe.
Die Raupen werden normalerweise ca. 10 Millimeter lang, es gibt aber auch eine Variation, die nur etwa acht Millimeter Länge erreicht. Sie haben eine gelbgrüne Färbung (Variation gelbbraun) und am Thorax haben die Seiten einen leicht gräulichen Schimmer. Dies ist besonders bei der gelbbraunen Variante zu erkennen. Am Körper sind zahlreiche kleine, dunkle Punkte verteilt und am Rücken verläuft eine leicht dunkle Längslinie. Sie haben locker verteilte dunkle Haare. Die Kopfkapsel ist braun und hat dunkelbraune Flecken. Der leicht chitinisierte Prothorax hat auf der Oberseite ca. 20 kleine dunkelbraune Punkte.

## Lebensweise
Die nachtaktiven Falter halten sich in der Nähe ihrer Futterpflanzen auf und sind am Tag leicht aufzuschrecken.

### Flug- und Raupenzeiten
Sie fliegen in zwei Generationen im Mai und im Juli und August. Die Raupen leben von April bis Mai und von Juni bis Juli.

### Nahrung der Raupen
Die Raupen ernähren sich von Gewöhnlicher Nachtviole (Hesperis matronalis), auf denen sie Blätter fein mit Seide zusammenspinnen oder einrollen.

## Entwicklung
Die Raupen verpuppen sich in einem weißen Gespinst, das sehr großmaschig gesponnen wird, auf der Unterseite der Blätter ihrer Futterpflanzen. Die hellgrünen Puppen sind ca. 9 Millimeter lang und bewegen sich bei einer Störung unruhig. Ihr Kopf, an dem man gut die schwarzen Augen erkennen kann, ist rötlich braun gefärbt.